# Uttar Pirpur
Uttar Pirpur é uma vila no distrito de Haora, no estado indiano de Bengala Ocidental.

## Demografia
Segundo o censo de 2001, Uttar Pirpur tinha uma população de 4789 habitantes. Os indivíduos do sexo masculino constituem 52% da população e os do sexo feminino 48%. Uttar Pirpur tem uma taxa de literacia de 63%, superior à média nacional de 59,5%: a literacia no sexo masculino é de 69% e no sexo feminino é de 58%. Em Uttar Pirpur, 13% da população está abaixo dos 6 anos de idade.